# Epistephium frederici-augusti
Epistephium frederici-augusti, es una especie de orquídea de hábitos terrestres. Es originaria de Colombia. 

## Descripción
Tienen las flores muy vistosas, entre las más llamativas de todas las de la subtribu Vanilleae, a la que están subordinadas. Su flores nacen sucesivamente en racimos terminales y duran un poco más de tiempo que las del género Cleistes.
Estas plantas raramente suelen sobrevivir al ser trasplantadas debido a los daños producidos a sus frágiles raíces y rizomas. Para el uso comercial deben ser producidos por semillas. 

## Distribución y hábitat
Se encuentra en Colombia donde habita en los pastizales, los cerrados y posiblemente en las montañas y las playas. 